# Тюлюкаси
Тюлюка́си (рос. Тюлюкасы, чув. Етруккасси Мăрат) — присілок у складі Вурнарського району Чувашії, Росія. Входить до складу Великоторханського сільського поселення.
Населення — 52 особи (2010; 64 у 2002).
Національний склад:
- чуваші — 97 %